# Бжужская ГЭС
Бжужская ГЭС (Бжужа ГЭС) — гидроэлектростанция на реке Бжужа (груз. ბჟუჯა) в Грузии. Первый агрегат ГЭС пущен в 1956 году.
Конструктивно представляет собой высоконапорную деривационную ГЭС с безнапорной подводящей деривацией без регулирующего водохранилища и бассейна суточного регулирования. Состав сооружений ГЭС:
- водосливная плотина с промывным шлюзом;
- тоннельный водосброс;
- водоприёмник;
- подземный двухкамерный отстойник с периодическим промывом;
- безнапорный деривационный тоннель длиной 2,72 км;
- напорный бассейн с холостым водосбросом;
- однониточный металлический турбинный водовод длиной 786 м;
- здание ГЭС;
- отводящий канал;
- ОРУ.

Мощность ГЭС — 12,24 МВт, среднегодовая выработка — 70 млн.кВт·ч. В здании ГЭС установлено 3 гидроагрегата с горизонтальными двухсопловыми ковшовыми турбинами, работающих при расчётном напоре 291 м (максимальный напор — 300 м), максимальный расход через каждую турбину — 1,75 м³/сек. Турбины приводят в действие гидрогенераторы мощностью по 4,08 МВт. Оборудование ГЭС устарело, нуждается в замене и реконструкции.